# ژوآو موتینیو
ژوآو موتینیو (پرتغالی: João Alves de Assis Silva؛ زادهٔ ۸ سپتامبر ۱۹۸۶) بازیکن فوتبال اهل پرتغال است.وی در باشگاه فوتبال براگا بازی می‌کند.
وی برای تیم ملی پرتغال ۱۴۶ بازی انجام داده و ۷ گل به ثمر رسانده‌است. پست تخصصی این بازیکن هافبک است.